# 4e division d'infanterie (Royaume-Uni)
Pour les articles homonymes, voir 4e division d'infanterie.
La  4e division d'infanterie (4th Infantry Division) est une division de la British Army (armée de terre britannique). Elle est créée en 1807 et participe à la guerre d'indépendance espagnole, aux guerres napoléoniennes, à la guerre de Crimée et aux deux guerres mondiales.
L'insigne actuel, adopté en 1995, représente un tigre entouré par un cercle jaune, sur fond noir.

## Guerres napoléoniennes

### Composition
- 6e Brigade de Hanovre – Major-General Sir James Lyon

## Guerre de Crimée

### Historique
La Division participe à la guerre de Crimée qui oppose les forces alliées du Royaume-Uni, de l'Empire français et de l'Empire ottoman à la Russie. Elle combat lors de la bataille de l'Alma, la bataille d'Inkerman et la bataille de Balaklava.

### Composition
Général Commandant : Major-général Sir George Cathcart
7e brigade d'infanterie, Général de Brigade Torrens :
- 20e (East Devonshire) Regiment of Foot
- 21e Royal Scots Fusiliers
- 68e (Durham) Regiment of Foot (Light Infantry)

8e brigade d'infanterie :
- 46e (South Devonshire) Regiment of Foot
- 57e (West Middlesex) Regiment of Foot
- une batterie de la Royal field artillery

## Première Guerre mondiale

### Historique
La 4e division d'infanterie fait partie de l'armée régulière britannique établie de façon permanente. Cette division est une des premières divisions envoyées en France dans le cadre de la Force expéditionnaire britannique lors du déclenchement de la Première Guerre mondiale. Elle est présente sur le front occidental pendant la totalité de la durée de la guerre et participe aux principales batailles impliquant les troupes britanniques.

#### 1914
- le 23 août : bataille de Mons.
- le 26 août : bataille du Cateau.

### Composition
10e Brigade :
- 1er Bataillon, the Royal Warwickshire Regiment
- 2e Bataillon, the Seaforth Highlanders
- 1er Bataillon, the Royal Irish Fusiliers (jusqu'en août 1917)
- 2e Bataillon, the Royal Dublin Fusiliers (jusqu'en novembre 1916)
- 1/7e Bataillon, the Argyll & Sutherland Highlanders (de janvier 1915 à mars 1916)
- the Household Bataillon (de novembre 1916 à février 1918)
- 3/10e Bataillon, the Middlesex Regiment (d'août 1917 à février 1918)
- 2e Bataillon, the Duke of Wellington's (West Riding Regiment) (de la 12e brigade février 1918)

11e Brigade  :
- 1er Bataillon, the Somerset Light Infantry
- 1er Bataillon, the Hampshire Regiment
- 1er Bataillon, the Rifle Brigade
- 1/5e (City of London) Bataillon, The London Regiment (jusqu'en mai 1915)
- 1er Bataillon, the East Lancashire Regiment (jusqu'en février 1918)
- 2e Bataillon, the Royal Irish Regiment (de la 12e brigade de juillet 1915 à mai 1916)

12e Brigade  :
- 1er Bataillon, the King's Own Royal Regiment (Lancaster)
- 2nd Bataillon, the Lancashire Fusiliers
- 2nd Bataillon, the Essex Regiment
- 2nd Bataillon, the Duke of Wellington's (West Riding Regiment) (à la 10e brigade de janvier 1916 à février 1918)
- 2nd Bataillon, the Royal Irish Regiment (à la 11e brigade de mars 1915 à juillet 1915)
- 1/5th Bataillon, the South Lancashire Regiment (de février 1915 à janvier 1916)
- 1/2nd Bataillon, the Monmouthshire Regiment (jusqu'en janvier 1916)

De novembre 1915 à février 1916, la 12e brigade est échangée avec la 107e Brigade de la 36e division d'Ulster.

## Seconde Guerre mondiale

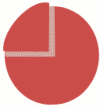
Ancien insigne de la 4e division pendant la Seconde Guerre mondiale

### Historique
La 4e division participe à la Seconde Guerre mondiale, elle est envoyée en France dans le cadre de la Force expéditionnaire britannique (BEF). Elle forme avec la 3e division d'infanterie le 2e corps d'armée britannique. En 1940, après la bataille de France, la 4e division est évacuée de Dunkerque et passe les deux années suivantes au Royaume-Uni pour protéger le territoire et pour se former aux futures opérations. En 1943, la division est déployée au sein de la 1re armée britannique lors de l'opération Torch, le débarquement allié sur la côte nord de l'ouest-africain.
La division participe ensuite à la campagne de Tunisie, elle est impliquée dans l'Opération Vulcan : l'attaque au sol contre les forces de l'Axe en Afrique du Nord. Après la défaite de l'Axe en Afrique, elle participe à la campagne d'Italie et combat à la bataille de Monte Cassino. En novembre 1944, la division est envoyée en Grèce pour prendre part à la guerre civile grecque.

### Composition
10e brigade d'infanterie :
- 2e Bataillon, the Bedfordshire and Hertfordshire Regiment
- 2e Bataillon, the Duke of Cornwall's Light Infantry
- 1er Bataillon, the Royal Warwickshire Regiment (jusqu'en mai 1940)
- 1/6e Bataillon, the East Surrey Regiment

11e brigade d'infanterie (jusqu'en juin 1942) :
- 2e Bataillon, the Lancashire Fusiliers
- 1er Bataillon, the East Surrey Regiment
- 1er Bataillon, the Oxfordshire and Buckinghamshire Light Infantry
- 5e Bataillon, the Northamptonshire Regiment (à partir de janvier 1940)

12e brigade d'infanterie :
- 2e Bataillon, the Royal Fusiliers
- 1er Bataillon, the South Lancashire Regiment (jusqu'en juin 1940)
- 1er Bataillon, the Black Watch (jusqu'en mars 1940)
- 6e Bataillon, the Black Watch (à partir de mars 1940)
- 1er Bataillon, the Royal West Kent Regiment (à partir de septembre 1940)

21e brigade de tank  (juin 1942 – décembre 1943) :
- 48e Royal Tank Regiment
- 12e Royal Tank Regiment
- 145e Regiment Royal Armoured Corps

28e brigade d'infanterie (à partir de décembre 1943) :
- 2e Bataillon, the Somerset Light Infantry
- 2e Bataillon, the King's Regiment (Liverpool)
- 1er Bataillon, the Argyll and Sutherland Highlanders
- 2/4e Bataillon, the Hampshire Regiment

## Organisation actuelle

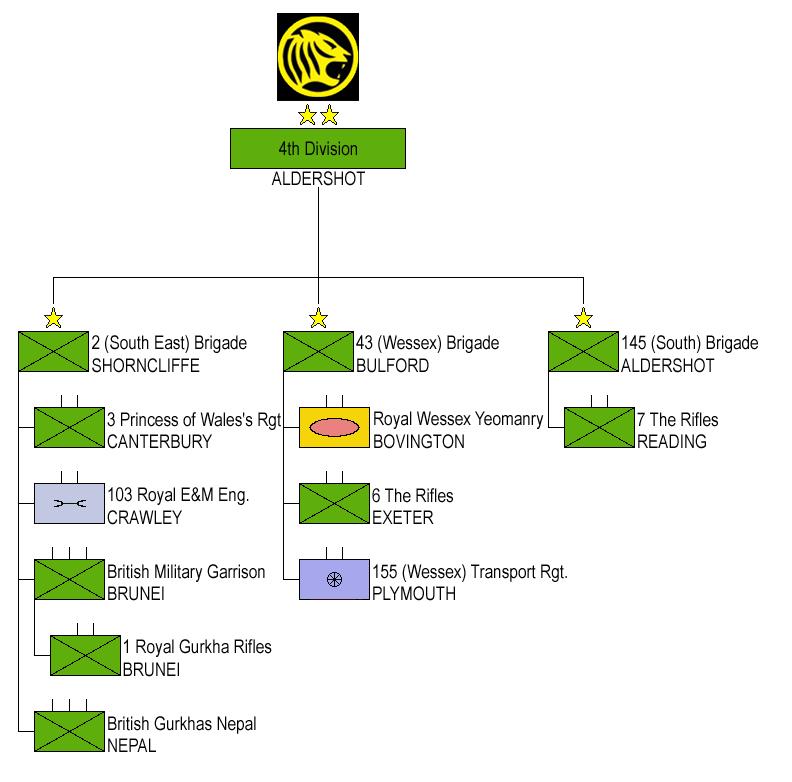
Structure de la 4e division d'infanterie

La division, dissoute en 1978, fut reformée en 1995 en tant que district militaire, servant de formation principale aux unités stationnées dans le sud de l'Angleterre. Elle répond au Commander Regional Forces, appartenant au Land Command  de Wilton (Wiltshire).
Les brigades suivantes font partie de la 4e division d'infanterie :
Brigades régionales
- 2e brigade du Sud-Est (2d (South East) Brigade)
- 43e brigade de Wessex (43rd (Wessex) Brigade)
- 145e brigade du Sud (145th (South) Brigade)

Pour des raisons uniquement administratives, les deux brigades de Gurkhas suivantes dépendent également du commandement de la 4e division :
- British Gurkhas Nepal
- British Garrison Brunei

### Les autres division de laBritish Army
- 1re division blindée
- 2e division d'infanterie
- 3e division d'infanterie
- 5e division d'infanterie
- 6e division d'infanterie